# Calyptranthes conduplicata
Calyptranthes conduplicata är en myrtenväxtart som beskrevs av Bruce K. Holst. Calyptranthes conduplicata ingår i släktet Calyptranthes och familjen myrtenväxter. Inga underarter finns listade i Catalogue of Life.